# Municipio de East (Iowa)
El municipio de East (en inglés: East Township) es un municipio ubicado en el condado de Montgomery en el estado estadounidense de Iowa. En el año 2010 tenía una población de 1469 habitantes y una densidad poblacional de 16,04 personas por km².

## Geografía
El municipio de East se encuentra ubicado en las coordenadas 40°56′45″N 94°58′51″O / 40.94583, -94.98083. Según la Oficina del Censo de los Estados Unidos, el municipio tiene una superficie total de 91.57 km², de la cual 90.92 km² corresponden a tierra firme y (0.71%) 0.65 km² es agua.

## Demografía
Según el censo de 2010, había 1469 personas residiendo en el municipio de East. La densidad de población era de 16,04 hab./km². De los 1469 habitantes, el municipio de East estaba compuesto por el 97.55% blancos, el 0.14% eran afroamericanos, el 0.88% eran amerindios, el 0.2% eran asiáticos, el 0.2% eran isleños del Pacífico, el 0.61% eran de otras razas y el 0.41% pertenecían a dos o más razas. Del total de la población el 2.72% eran hispanos o latinos de cualquier raza.